# Octonoba okinawensis
Octonoba okinawensis är en spindelart som beskrevs av Yoshida 1981. Octonoba okinawensis ingår i släktet Octonoba och familjen krusnätsspindlar. Inga underarter finns listade i Catalogue of Life.